# Wild Atlantic Way

Kennzeichnung des Wild Atlantic Way auf Wegweisern

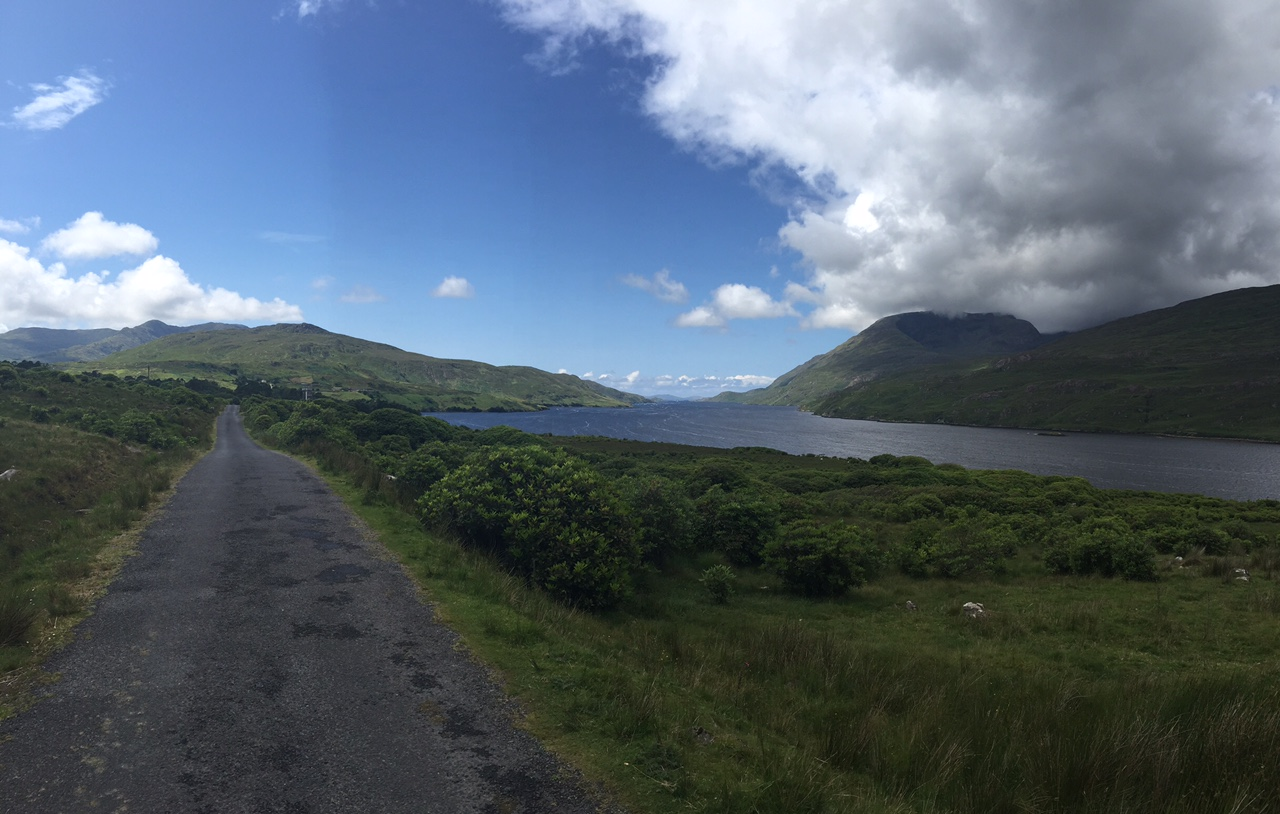
Killary Harbour

Der Wild Atlantic Way (irisch Slí an Atlantaigh Fhiáin) ist eine irische Küstenstraße, die sich auf einer Länge von über 2500 km entlang der Westküste Irlands erstreckt.

## Lage
Die Küstenstraße beginnt im Norden Irlands im County Donegal und endet in Kinsale im County Cork in Südirland. Offiziell eröffnet wurde der Wild Atlantic Way am 1. April 2014 und gilt als eine der längsten zusammenhängenden Küstenstraßen der Welt.

## Sehenswürdigkeiten
Auf der Route des Wild Atlantic Way liegen unter anderem folgende Sehenswürdigkeiten:
- Malin Head – der nördlichste Punkt Irlands
- Tory Island
- die Klippen von Slieve League, alle County Donegal
- Mullaghmore (Mullaghmore Head), County Sligo
- Achill Island, County Mayo
- Killary Harbour (Leenaun)
- Connemara und die Aran-Inseln, alle County Galway
- die Cliffs of Moher, County Clare
- die Dingle-Halbinsel (Blasket-Inseln, Slea Head)
- der Ring of Kerry (Skellig-Inseln), alle County Kerry
- die Beara-Halbinsel (Dursey Island),
- die Mizen-Halbinsel (Mizen Head, der südwestlichste Punkt Irlands),
- Kinsale (Old Head of Kinsale), alle County Cork